# برت لانكستر
كان برتون ستيفن (برت) لانكستر (بالإنجليزية: Burt Lancaster)‏ (2 نوفمبر 1913 - 20 أكتوبر 1994)، ممثل ومنتج أمريكي.
اشتهر في البداية بدور الرجل الصلب ذي القلب الرقيق، واستمر في تحقيق النجاح بأدوار أكثر تعقيدًا وصعوبة طوال 45 عامًا من العمل في السينما والتلفزيون لاحقًا. ترشح 4 مرات لجائزة الأوسكار وفاز بها مرة واحدة، وفاز بجائزتي بافتا وغولدن غلوب لأفضل ممثل رئيسي.
أدى لانكستر دور بهلوان السيرك في ثلاثينيات القرن العشرين. حصل لانكستر البالغ من العمر 32 عامًا بعد خدمته في الحرب العالمية الثانية على دور في مسرحية برودواي ولفت انتباه وكلاء هوليوود. كان دوره في فيلم ذا كيلرز 1946 برفقة آفا غاردنر مذهلًا، إذ حقق نجاحًا حاسمًا، وانطلق كل منهما في مسيرته المهنية.
أدى لانكستر دور الحبيب غير الشرعي لديبورا كير عام 1953 في الدراما العسكرية (من هنا إلى الخلود)، الذي حطم شباك التذاكر وحصل على 8 جوائز أوسكار، متضمنةً جائزة أفضل فيلم، وترشح لانكستر لجائزة أفضل ممثل. أدى دور البطولة في صانع المطر عام 1956 مع كاثرين هيبورن، وترشح لجائزة غولدن غلوب لأفضل ممثل، ثم في فيلم (القتال في أو كيه كورال) عام 1957 مع النجم كيرك دوغلاس.
كانت شركته الإنتاجية هيشت-هيل-لانكستر ناجحةً للغاية في أفلام مثل ترابيز عام 1956، الفيلم الناجح الذي استخدم فيه مهاراته البهلوانية، وفيلم سويت سميل أوف سكسس عام 1957، دراما مظلمة تُعد كلاسيكيةً في يومنا هذا، وفيلم ران سايلنت ران ديب (1958) وهو فيلم حربي عن الحرب العالمية الثانية مع كلارك غيبل، وفيلم سيبريت تيبلز (1958) وهو دراما عن فندق ترشح لسبع جوائز أوسكار.
تألق لانكستر في عدد من الأفلام الناجحة في الستينيات. أدى دور رجل كاريزمي ساحر في فيلم إلمر غانتري عام 1960، وهو الدور الذي فاز عنه بجائزة أوسكار وغولدن غلوب لأفضل ممثل. أدى دور مجرم نازي عام 1961، في فيلم جادجمنت آت نورمبيرج، ودور سجين خبير طيور في فيلم بيردمان فروم ألكاتراز عام 1962، وفاز بجائزة بافتا لأفضل ممثل وترشح للأوسكار للمرة الثالثة. سافر لانكستر إلى إيطاليا عام 1963 ليقوم بدور أمير إيطالي في الدراما الملحمية ذا ليوبارد. في فيلم (سفن دايز إن ماي)، أدى دور جنرال في سلاح الجو الاميركي عام 1964 أمام كيرك دوغلاس، ثم دور خبير متفجرات في فيلم ذا بروفيشنالز عام 1966.
تألق لانكستر في دراما الكوارث إيربورت عام 1970. عادت مسيرته المهنية للتألق عام 1980 في العمل الرومانسي الإجرامي (أتلانتيك سيتي)، وفاز بجائزة بافتا لأفضل ممثل وحصل على ترشيحه الرابع لجائزة الأوسكار. ظهر أيضًا في مسلسل تلفزيوني في أواخر السبعينيات، وأجبرته السكتة الدماغية عام 1990 على التقاعد. ومات بعد 4 سنوات بنوبة قلبية. كان دوره الأخير في الفيلم المرشح لجائزة أوسكار فيلد أوف دريمز. احتل لانكستر المرتبة #19 ضمن أفضل النجوم الذكور في سينما هوليوود الكلاسيكية.

## النشأة
وُلد لانكستر في 2 نوفمبر 1913، في مانهاتن-نيويورك، لإليزابيث (ني روبرتس) ورجل البريد جيمس لانكستر. كان والداه بروتستانتيين من الطبقة العاملة. وكان جميع أجداده الأربعة من المهاجرين الأسكتلنديين الأيرلنديين من مقاطعة ألستر. كان أجداده من الأم من بلفاست من نسل المهاجرين الإنجليز إلى أيرلندا. نشأ لانكستر في شرق هارلم وقضى معظم وقته في الشوارع. طوّر اهتمامًا ومهارة كبيرة في الجمباز في أثناء دراسته الثانوية، وكان لاعب كرة سلة. توفيت والدته بسبب نزيف في المخ قبل تخرجه من دويت كلينتون. قبلت جامعة نيويورك لانكستر بمنحة رياضية لكنه تركها لاحقًا.

## مهنته في السيرك
التقى لانكستر بنيك كرافات في التاسعة من عمره، الذي طور معه شراكة مدى الحياة. تعلما معًا التمثيل في المسرح المحلي وفنون السيرك في المدينة. شكلا الثنائي البهلواني لانغ وكرافات، وخلال وقت قصير انضما إلى سيرك كيه برذرز. أصيب لانكستر عام 1939 ما أجبره آسفًا على التخلي عن المهنة. وجد عملًا مؤقتًا، بائعًا في مارشال فيلدز ثم نادلًا في عدة مطاعم.

## خدمة الحرب العالمية الثانية
انضم لانكستر إلى جيش الولايات المتحدة مع دخول الولايات المتحدة الحرب العالمية الثانية عام 1942 وخدم في فرقة الخدمات الخاصة الحادية والعشرين في الجيش، وهي إحدى المجموعات العسكرية المنظمة لمتابعة القوات على الأرض وتوفير الترفيه لمواكبة المعنويات. وخدم مع الجنرال مارك كلارك جنرال الجيش الخامس في إيطاليا في الفترة 1943-1945.

## مهنة التمثيل

### برودواي
عاد لانكستر إلى نيويورك بعد خدمته في الجيش. وكان غير متحمس في البداية للتمثيل، لكن أحد المنتجين شجعه على إجراء تجربة أداء لمسرحية برودواي. كان الاختبار ناجحًا فظهر في مسرحية هاري براون: أساوند أوف هانتنغ 1945. استمر العرض 3 أسابيع فقط، لكن أداءه جذب اهتمام وكيل هوليوود، هارولد هيشت. كان لدى لانكستر عروض أخرى، لكن هيشت وعده بفرصة إنتاج أفلامه الخاصة في غضون خمس سنوات. لفت لانكستر انتباه المنتج هال. بي واليس من طريق هيشت، الذي وقّع معه عقدًا لثمانية أفلام.

### هال واليس
كان أول أفلام لانكستر ديسيرت فيوري عام 1947، وكان اسم لانكستر بعد كل من جون هودياك وإليزابيث سكوت، من إخراج لويس ألين. ثم عرض عليه المنتج مارك هيلينجر دور البطولة في فيلم ذا كيلرز 1946، الذي انتهى وصدر قبل صدور فيلم ديسيرت فيوري، من إخراج روبرت سيودماك، وحقق نجاحًا تجاريًا كبيرًا وحاسمًا، أطلق لانكستر وآفا غاردنر إلى النجومية، وأصبح يُعد من الكلاسيكيات.
استخدم هيلينجر لانكستر مرة أخرى في فيلم بروت فورس عام 1947، دراما السجن التي كتبها ريتشارد بروكس وأخرجها جول دارسين. وكان نجاحه جيدًا أيضًا. أصدر واليس أفلامه من خلال شركة بارامونت، لهذا ظهر لانكستر وغيره من المتعاقدين مع واليس ظهورًا شرفيًا في فاريتي غيرل عام 1947.
كان فيلم لانكستر التالي من إنتاج واليس أيضًا عام 1947، هو فيلم الإثارة آي ووك ألون، شارك في بطولته ليز سكوت والشاب كيرك دوغلاس. أُدرِج فاريتي ضمن أنجح الأعمال، إذ حصد أكثر من مليوني دولار. غيّر لانكستر نوعية أعماله مع شركة يونيفيرسال بالتعاون مع إدوارد. جي روبنز في الفيلم المقتبس عن آرثر ميلر: أول ماي سنز. وكان فيلمه الثالث مع واليس هو (سوري رونغ نمبر) مع باربرا ستانويك عام 1948.

### شركة نورما للإنتاج
أوفى هيشت بوعده للانكستر أن يصبح منتجًا. أسس الاثنان شركة نورما برودكشنز، وعقدا صفقة مع شركة يونيفيرسال لإنتاج فيلم الإثارة، كيس ذا بلد أوف ماي هاندز عام 1948 في إنجلترا، مع جون فونتاين واخراج نورمان فوستر. حصد العمل أرباحًا محدودة لكنه حاز استحسان النقاد. عاد لانكستر إلى هوليوود لينتج فيلمًا آخر مع سيودماك، هو كريس كروس عام 1949، الذي كان من المقرر أن ينتجه هيلينجر لكنه توفي قبل ذلك، وهو الظهور الأول لتوني كيرتس. وظهر لانكستر في فيلمه الرابع مع واليس: روب أوف ساند عام 1949.
وقعت نورما برودكشنز عقدًا لإنتاج 3 أفلام مع شركة وارنر بروس. أولها (ذا فليم أند ذا أرو) عام 1950، وهو فيلم مجازف أظهر فيه لانكستر مهاراته في السيرك. كان لنيك كرافات دور داعم وحقق الفيلم نجاحًا تجاريًا ضخمًا، إذ حصد 6 ملايين دولار. كان الفيلم الأكثر شعبية لوورنر ذلك العام وأظهر لانكستر بصورة جديدة تمامًا. استعارت شركة فوكس للقرن العشرين لانكستر لفيلم مستر 880 عام 1950، كوميديا مع إدموند جوين. ثم ظهر مع شركة إم جي إم في فيلم الغرب الشهير فينجينس فالي عام 1951، ثم قام بالبطولة مع وورنر في فيلم السيرة الذاتية جيم ثورب (أول أميركان) في نفس العام.

### هالبورت
وقعت شركة نورما صفقة مع شركة كولومبيا لإنتاج فيلمين من خلال شركة هالبورت التابعة لنورما. كان الفيلم الأول (تِن تول مِن-1952)، إذ أدى لانكستر دور عضو في الفيلق الأجنبي الفرنسي، وكان روبرت ألدريتش مديرًا للإنتاج. الفيلم الثاني (ذا فرست تايم) عام 1952 هو فيلم كوميدي، وهو الظهور الأول لفرانك تاشلين مخرجًا، لكن لانكستر لم يظهر في الفيلم.

### هيشت-لانكستر للإنتاج
عام 1951 غيّر الثنائي اسم الشركة إلى هيشت-لانكستر للإنتاج. كان الفيلم الأول تحت الاسم الجديد هو فيلم ذا كريمسون بايرت عام 1952، من إخراج سيودماك، وشارك كرافات في بطولته.
ظهر لانكستر بشكل جديد مرة أخرى بأداء دور درامي مباشر في فيلم (كَم باك ليتل شيبا) استنادًا إلى عمل برودواي الناجح لشيرلي بوث. أنتج الفيلم واليس وأخرجه دانيل مان. ثم ظهر لانكستر في فيلم ساوث سي وومان عام 1952 من إنتاج وورنر، إذ كان من بنود عقد نورما-وورنر أن يظهر لانكستر في أفلام ليست من إنتاج نورما، وكان هذا أحدها.
أنتج لانكستر وقام بالبطولة في فيلم هيز ماجيستي أوكيف عام 1954، حكاية جزيرة في البحار الجنوبية صُوِّرت في فيجي. شارك في تأليفه جيمس هيل، الذي سيصبح قريبًا جزءًا من شراكة هيشت-لانكستر.

## وصلات خارجية
- برت لانكستر على موقع IMDb (الإنجليزية)
- برت لانكستر على موقع الموسوعة البريطانية (الإنجليزية)
- برت لانكستر على موقع روتن توميتوز (الإنجليزية)
- برت لانكستر على موقع مونزينجر (الألمانية)
- برت لانكستر على موقع قاعدة بيانات الأفلام العربية
- برت لانكستر على موقع ألو سيني (الفرنسية)
- برت لانكستر على موقع ميوزك برينز (الإنجليزية)
- برت لانكستر على موقع تيرنر كلاسيك موفيز (الإنجليزية)
- برت لانكستر على موقع أول موفي (الإنجليزية)
- برت لانكستر على موقع قاعدة بيانات برودواي على الإنترنت (الإنجليزية)
- برت لانكستر على موقع قاعدة بيانات برودواي على الإنترنت (الإنجليزية)